# Droit maldivien
Le droit maldivien est l'ensemble des normes constitutionnelles, législatives et religieuses s'appliquant aux Maldives.

## Sources du droit

### Constitution
La Constitution est la norme suprême des Maldives, toute norme inférieure doit y être conforme. Elle a été ratifiée le 7 août 2008. Son article 10 prévoit que toute loi doit être conforme aux règles de l'Islam.

### Charia
Une partie des règles de droit islamique est transcrite dans les codes, dont celui de la famille. Les règles relatives aux hududs, applicables, ne sont pas codifiées..

### Droit international
Les traités adoptés par le gouvernement ne peuvent entrer en vigueur qu'après adoption par le Majlis du peuple.

### Législation
Le pouvoir législatif est confié au Majlis du peuple. Cependant, les pouvoirs du Majlis sont limités par le fait que les lois adoptées doivent être conforme aux préceptes de l'Islam. Cette chambre peut déléguer ses pouvoirs législatifs à des tiers.

#### Droit pénal
Le Code pénal (1961, modifié en 2014) est basé sur le droit pénal musulman.
L'âge de la responsabilité légale est fixé à 10 ans, mais elle est abaissée à 7 ans depuis 2014 pour des infractions telles que le vol, ou la consommation d'alcool, âge à partir duquel la peine de mort est applicable.

## Organisation juridictionnelle
La plus haute instance est la Cour suprême, qui a autorité sur le département de l'Administration judiciaire, créé en 2008 en remplacement du Ministère de la Justice. Toutefois son budget et son personnel dépendent d'une commission des services judiciaires, réputée indépendante.
Il existe sous sa supervision :
- La Haute Cour
- Des Cours supérieures (Cour criminelle, Cour civile, Cour familiale, Cours des mineurs, Cour de la drogue) et des Cours magistrales (implantées dans les iles autres que l'île principale)

Le système est complété par des tribunaux de type quasi-judiciaire, dont le Tribunal de l'emploi et celui des appels concernant la fiscalité.

## Sources

## Compléments